# الطالب سيد احمد
الطالب ولد سيد احمد ولد امبارك (مواليد 8 سبتمبر 1971) هو مصرفي ووزير موريتاني سابق، عمل في البنك الدولي لمدة سنوات، وشغل منصب وزير التشغيل والشباب والرياضة الموريتاني بين عامي 2019 و‌2022.